# Nová demokratická strana
Nová demokratická strana (anglicky New Democratic Party, francouzsky Nouveau Parti démocratique) je kanadská sociálnědemokratická politická strana. Jedná se o třetí největší[ujasnit] stranu (s výjimkou let 2011–2015) a největší[ujasnit] levicovou politickou stranu v Kanadě. Přes některé rozdíly často spolupracuje s Liberální stranou Kanady.
Na rozdíl od strany Federace družstevních společenství, ze které NDP vznikla, strana nezaujímá hodnoty křesťanské levice, ale je sekulární a pluralitní. Program strany vychází z politických myšlenek hnutí nové levice (sociálně liberální a progresivní myšlenky humanismu, pacifismu, multikulturalismu, feminismu, rasové/etnické rovnosti, environmentalismu, LGBTQ práv a boje s diskriminací, globalizace a další).